# 中岳庙
中岳庙，道教宫观，位于河南省登封市嵩山太室山东麓，始建于秦代，已有2000多年历史。是道教全真道的圣地，也是历代皇帝祭祀中岳神的地方。总面积达11万平方米，居中原各祠宇之冠，亦是五岳中现存规模最大、保存相对比较完整的古建筑群。2010年8月1日联合国教科文组织将包括中岳庙在内的登封“天地之中”历史建筑群列为世界文化遗产。

## 历史
中岳庙始建于秦朝，西汉元封元年（公元前110年）汉武帝刘彻游离嵩山时命令祠官恢复其旧制。东汉安帝元初五年（118年）增建“太室阙”；南北朝时期曾两度迁址庙宇于嵩山玉案岭、黄盖峰。大约在北魏时期改为中岳庙，后庙址复有变迁。唐玄宗时又回归原址重建，并有扩建。宋乾德二年（964年）增建行廊100余间，祥符六年（1013年）又增修崇圣殿及牌楼等800余间，当时雕梁画栋，是极盛时期。明代崇祯十七年（1644年）中岳庙毁于大火。现存庙宇为清代重修后的规模。2001年被列入全国重点文物保护单位名单，2010年成为世界文化遗产。

## 图库

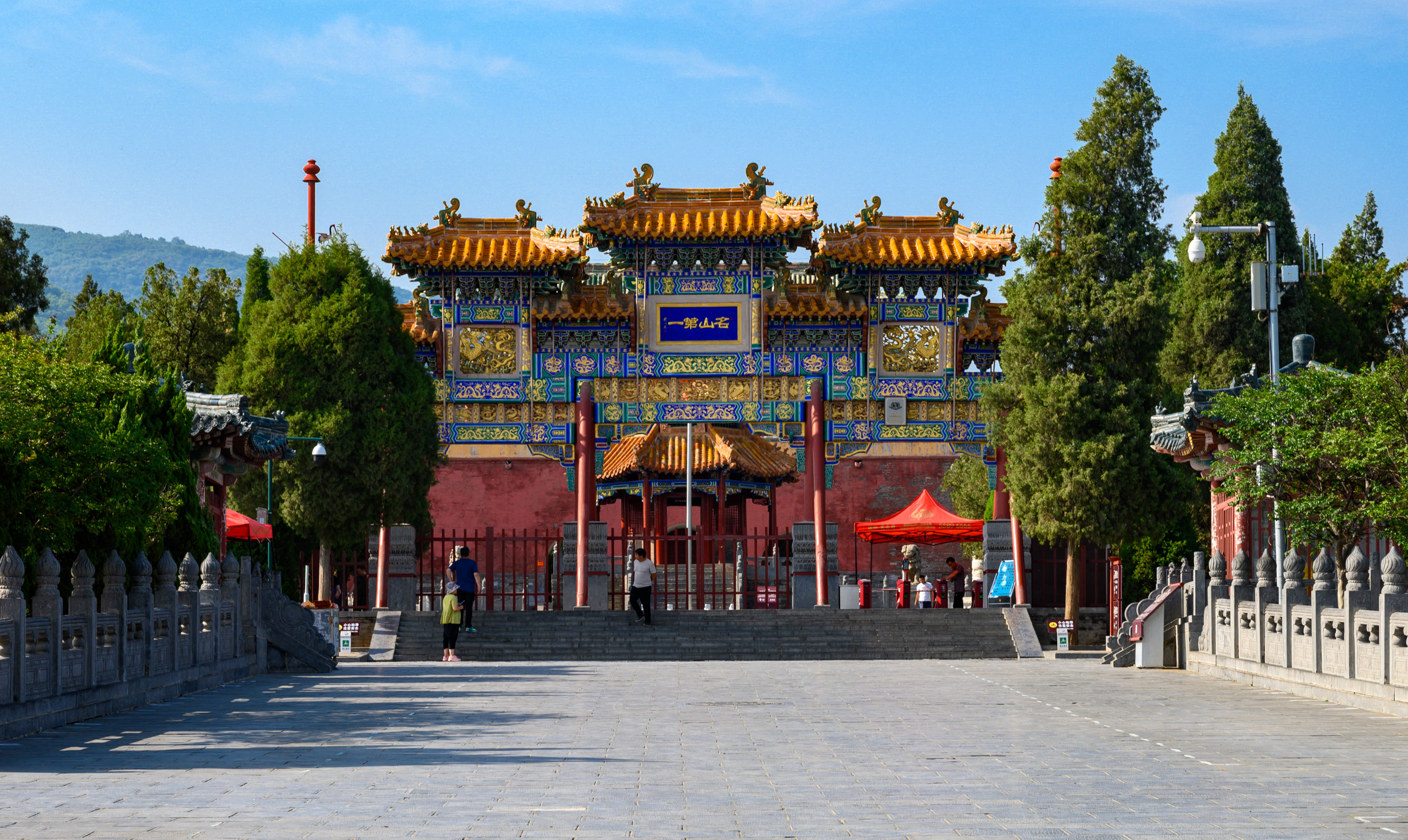
中华门
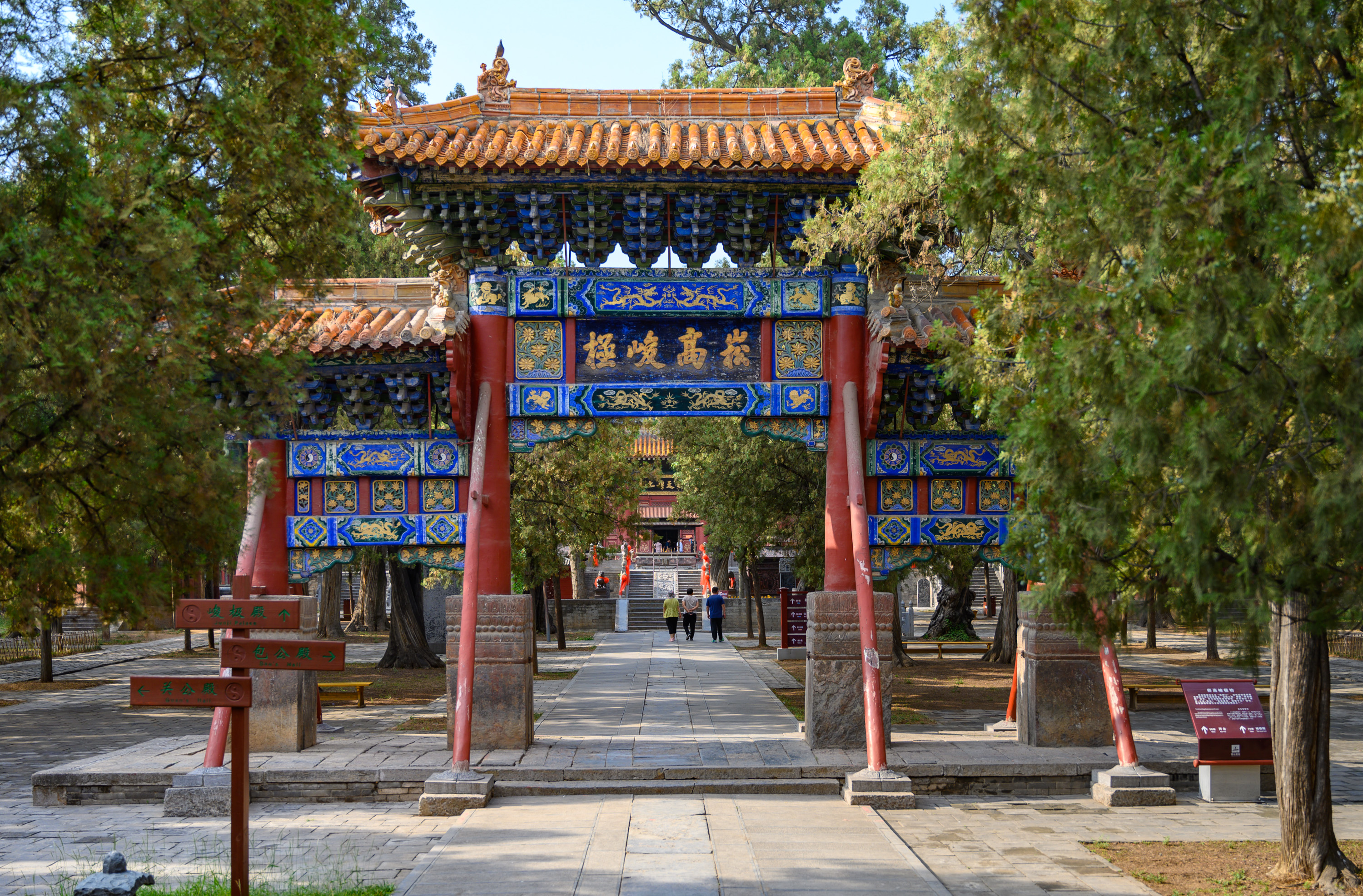
嵩高峻极坊
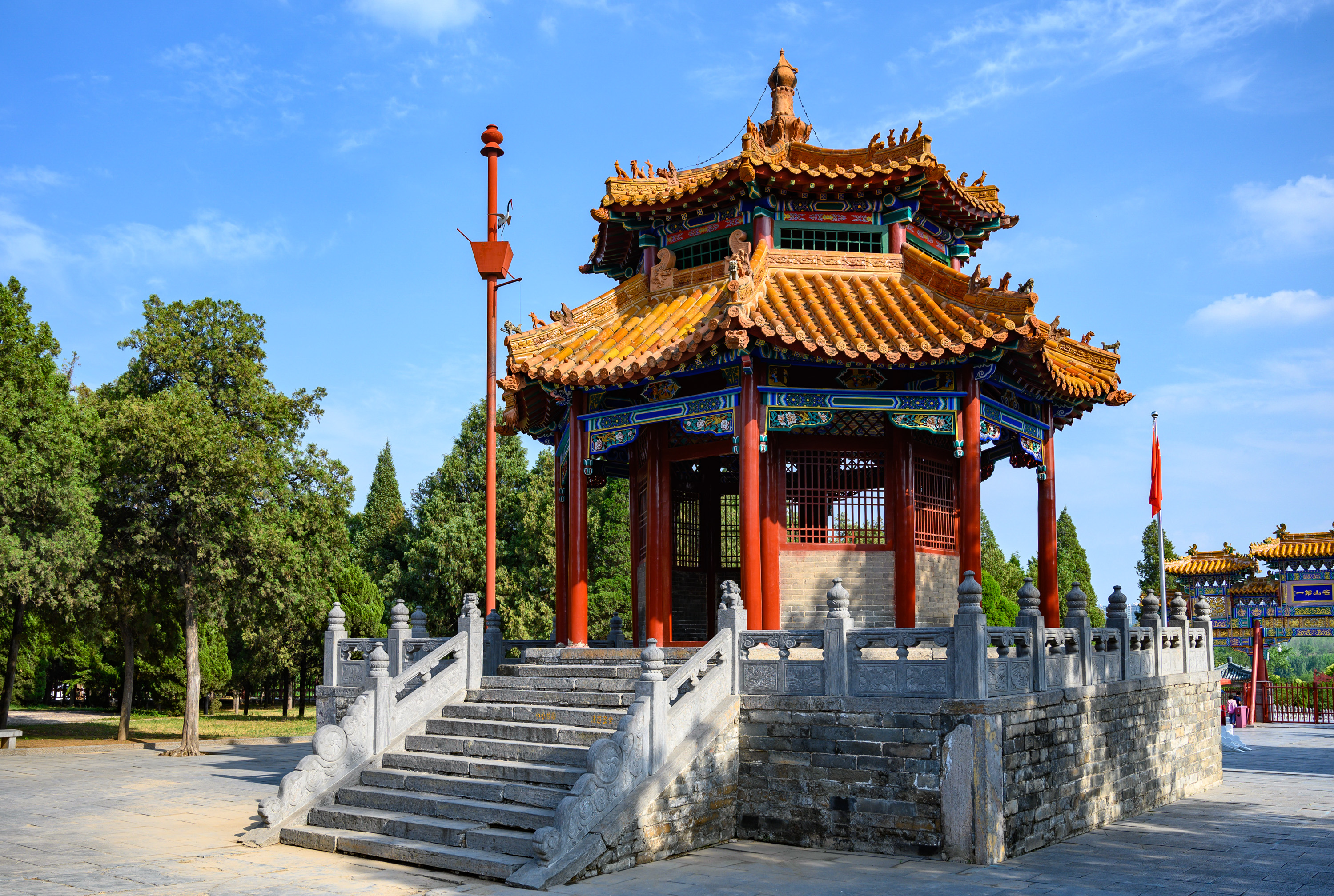
遥参亭
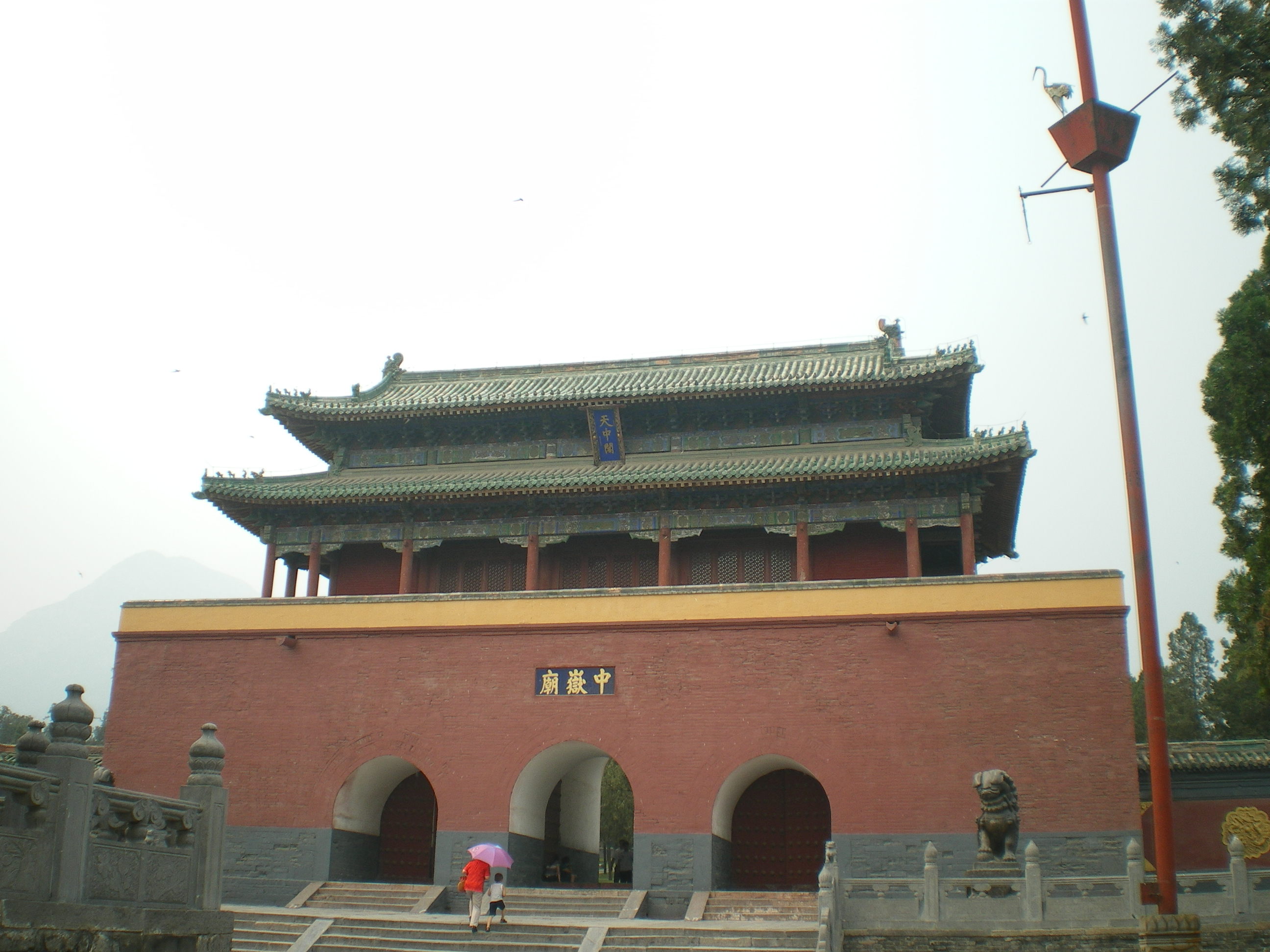
中岳庙天中阁
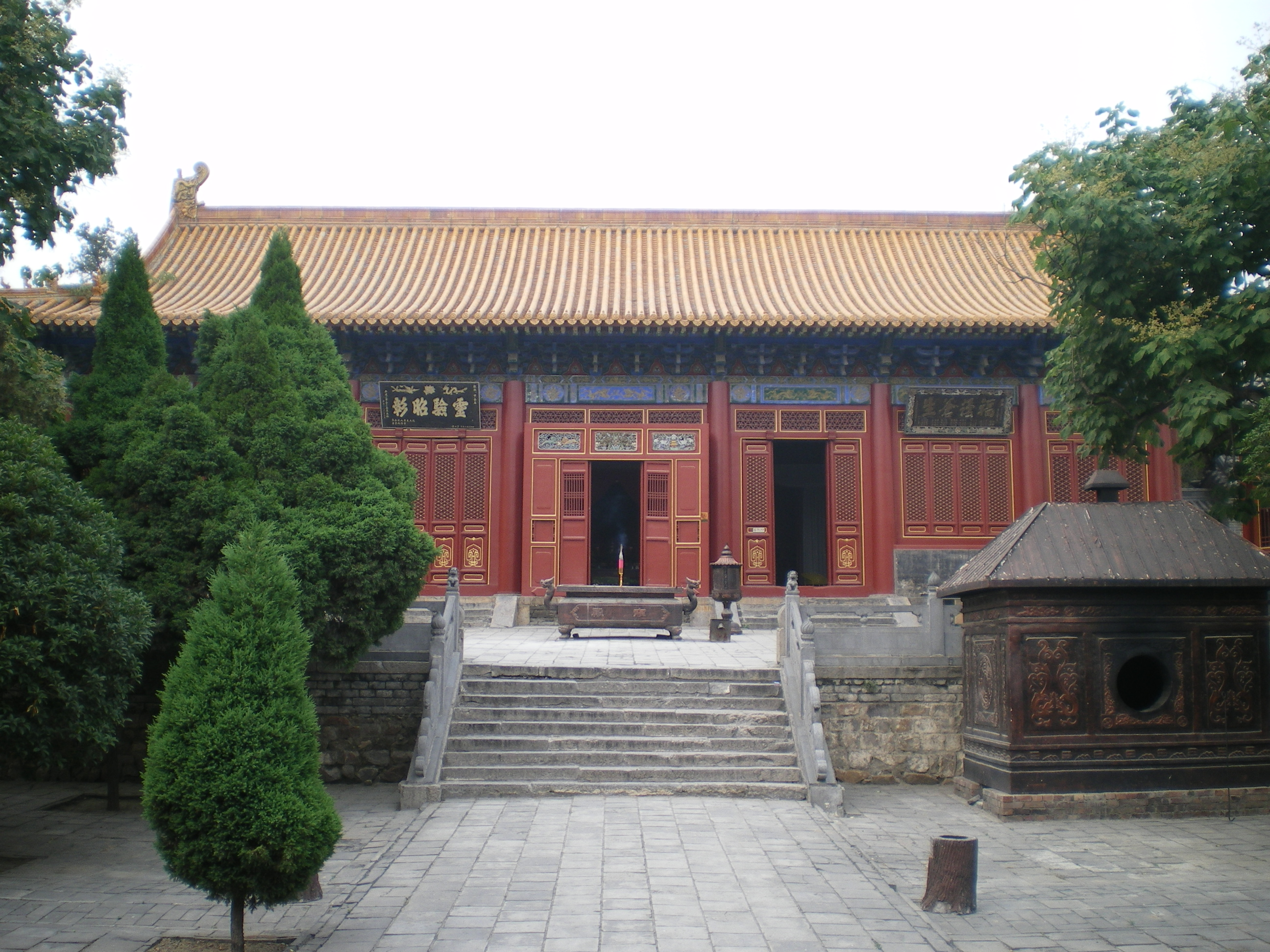
中岳庙内
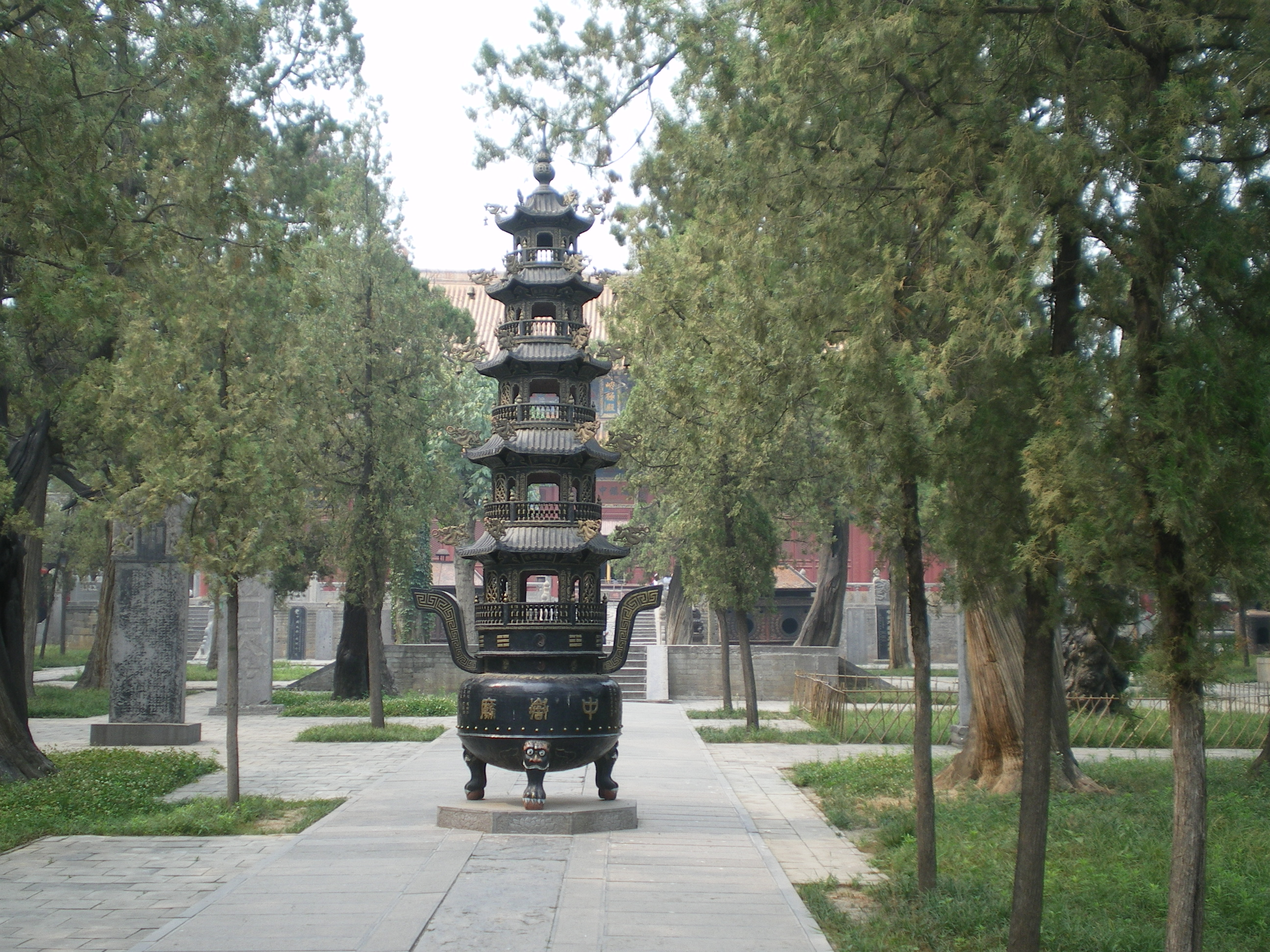
中岳庙内
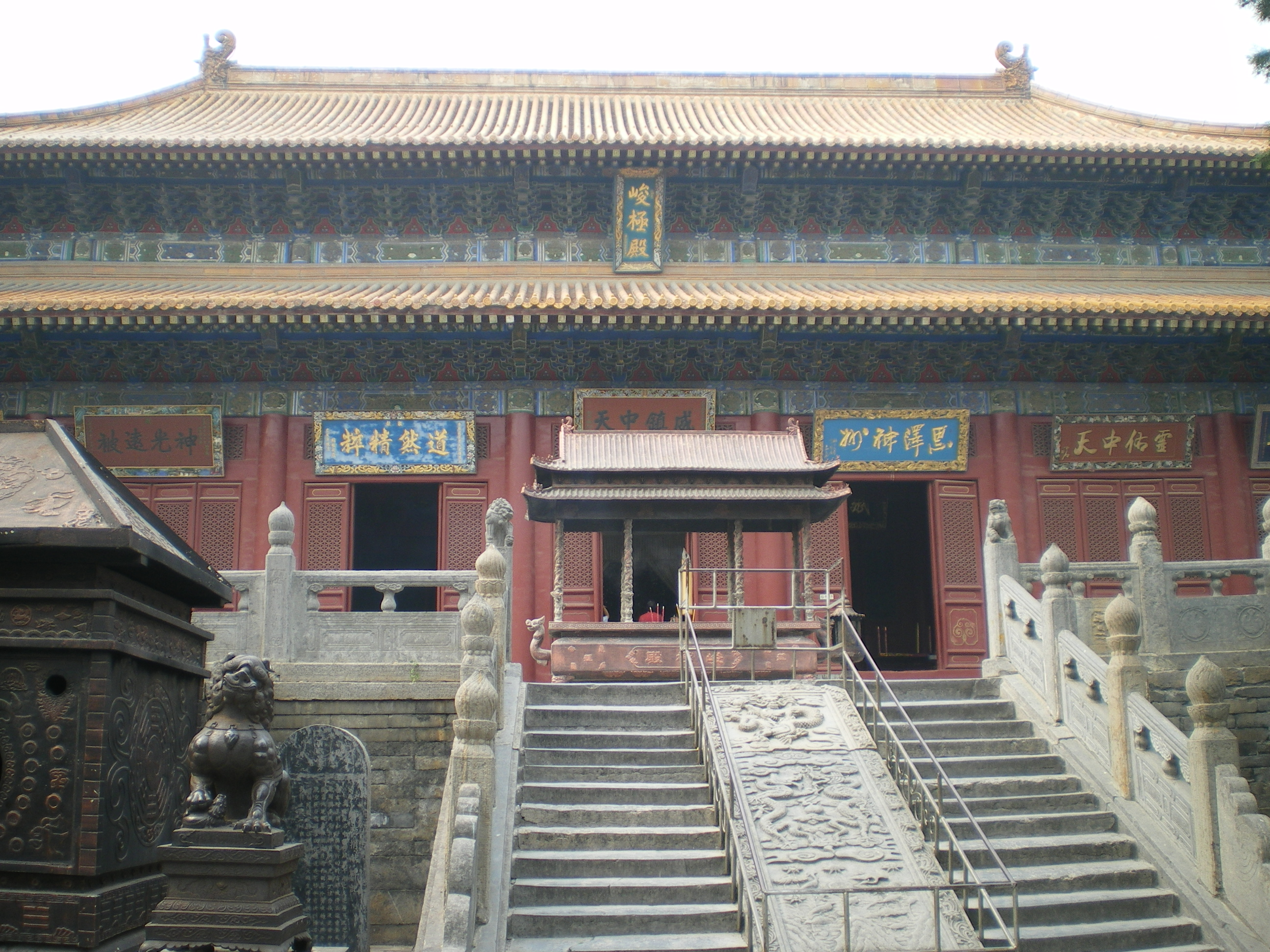
中岳庙内